# Josh "Scruffy" Wallace
Joshua L. "Scruffy" Wallace é um gaiteiro britânico. Atualmente ele toca na banda de celtic punk Dropkick Murphys.

## Carreira
Wallace nasceu no Reino Unido, mas se mudou para o Canadá ainda criança. Ele começou a tocar gaita de foles na adolescência  e aos quinze anos entrou para a Calgary Highlander Cadet Corps.

## Dropkick Murphys
Josh entrou na banda Dropkick Murphys em 2003  e apareceu pela primeira vez no álbum The Warrior's Code de 2005.

## Vida pessoal
Wallace é casado e tem um filho, a família vive em Dorchester, Massachusetts, um bairro de Boston. Falando sobre a possibilidade de seu filho aprender a tocar a gaita de foles, Wallace disse: "Eu não estou passando o que minha mãe passou. De jeito nenhum. Ele pode ser um baterista ou algo assim". Seus bebidas favoritas são Lagavulin 16 anos single malt escocês e a cerveja Miller High Life. Sua banda favorita é o Slayer.